# Pretulalpe
Die Pretulalpe (Hauptgipfel Pretul, 1656 m ü. A.) ist ein Bergzug in den Fischbacher Alpen in der Steiermark (Österreich).

## Lage und Landschaft
Die Pretulalpe liegt zwischen Mürzzuschlag im Norden und Rettenegg im Süden.
Der Name kommt von slawisch prědělъ ‚Grenze, Scheide‘
und (unklarer Herkunft) Alpe ‚Berg‘, heißt also schlicht ‚Grenzberg‘.

## Erschließung
Auf dem Gipfel der Pretul steht die Peter-Bergner-Warte, ein Aussichtsturm.
Dieser Peter Bergner war der erste Hüttenwart auf dem Roseggerhaus. Er stammte aus Metnitz in Kärnten und wurde am 24. Juni 1904 auf dieser Hütte ermordet.
Die Pretulalpe ist vom im Südwesten gelegenen Roseggerhaus in wenigen Minuten erreichbar und bietet einen fast unverstellten Blick auf Veitsch, Ötscher, Schneealpe, Rax und Schneeberg von Westen bis Norden sowie den Hochwechsel im Osten. Noch umfassender ist das Panorama von der um 10 Meter höheren Amundsenhöhe einen Kilometer weiter westlich. Über den langen Rasenrücken der Pretul führt der Zentralalpenweg (Österreichischer Weitwanderweg 02), der hier das Stuhleck im Nordosten mit dem Alpl im Südwesten verbindet.
Zwischen Geiereck (1644 m ü. A.) und Oberem Moschkogel (1570 m ü. A.) gegen Mürzzuschlag und Ganz zu, im Raum Geiereckalm, erstreckt sich der Windpark Pretulalpe, der auf 34 Windrädern mit einer Nabenhöhe 78 m und 82 m Rotordurchmesser mit einer Leistung von je 42 MW eine jährliche Gesamtleistung von 84 Gigawattstunden liefert.
Die Pretul ist aufgrund eines tiefen und freien Südhorizontes außerdem ein sehr guter Beobachtungsplatz für Astronomen.
Eine Grafik der IG Windkraft in der Kronenzeitung vom 27. Mai  2023 indiziert 14 Windräder für Pretul (Ausbau läuft), südlich davon 6 für Herrenstein und westlich von Pretul am Moschkogel 10.

## Bildergalerie

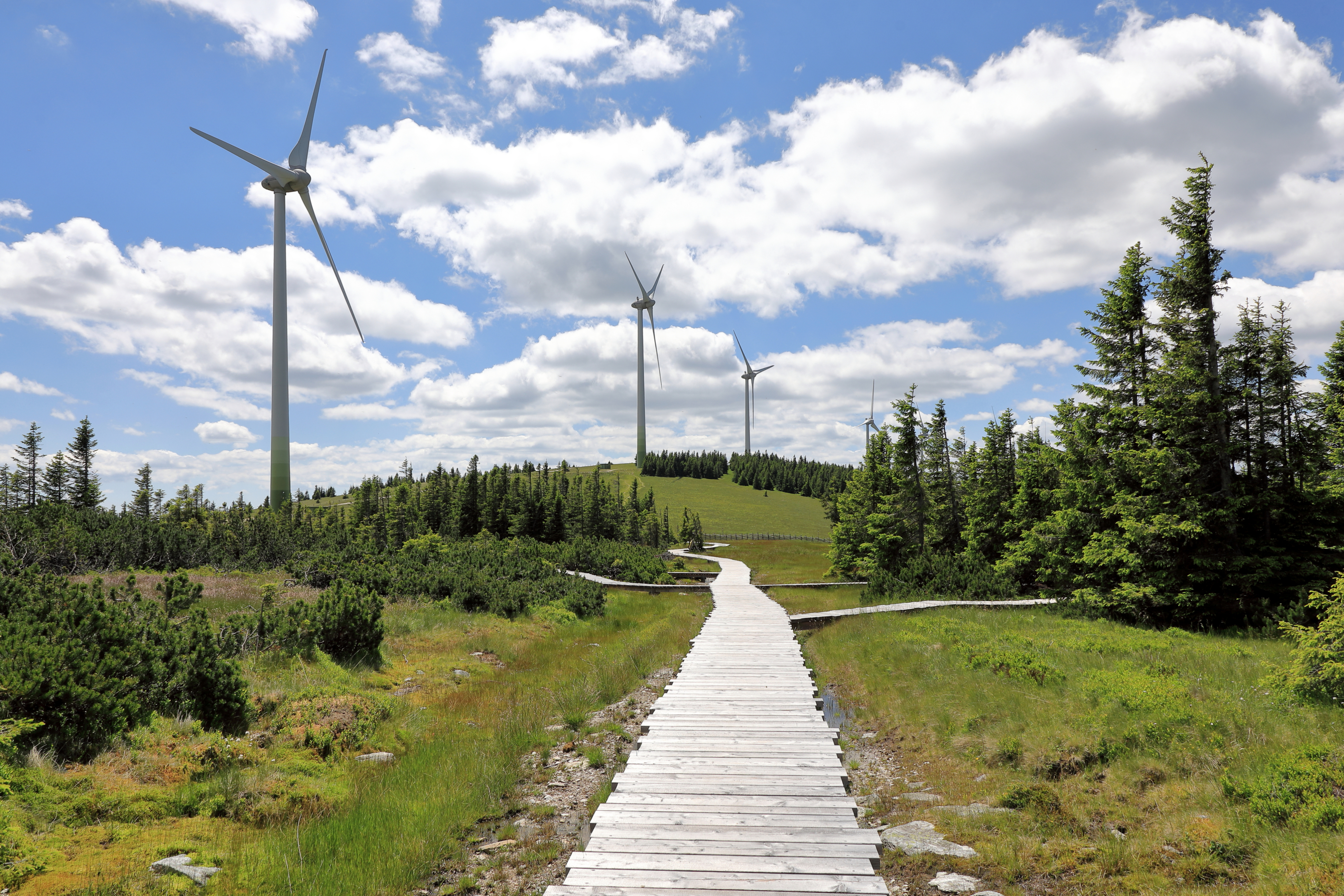
„Naturerlebnis Schwarzriegelmoos“ mit „Windpark Pretul“
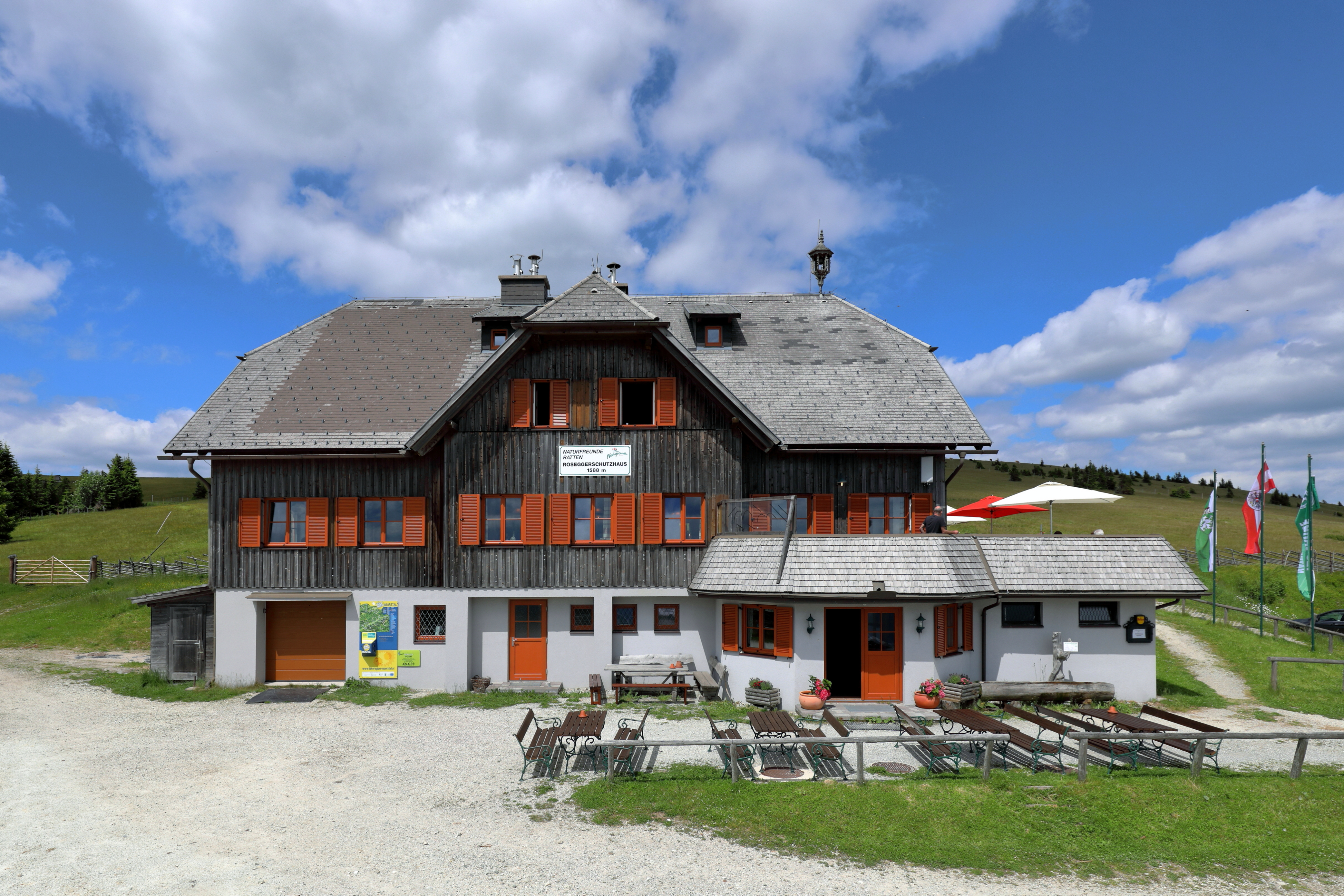
Roseggerhaus am südwestlichen Abhang
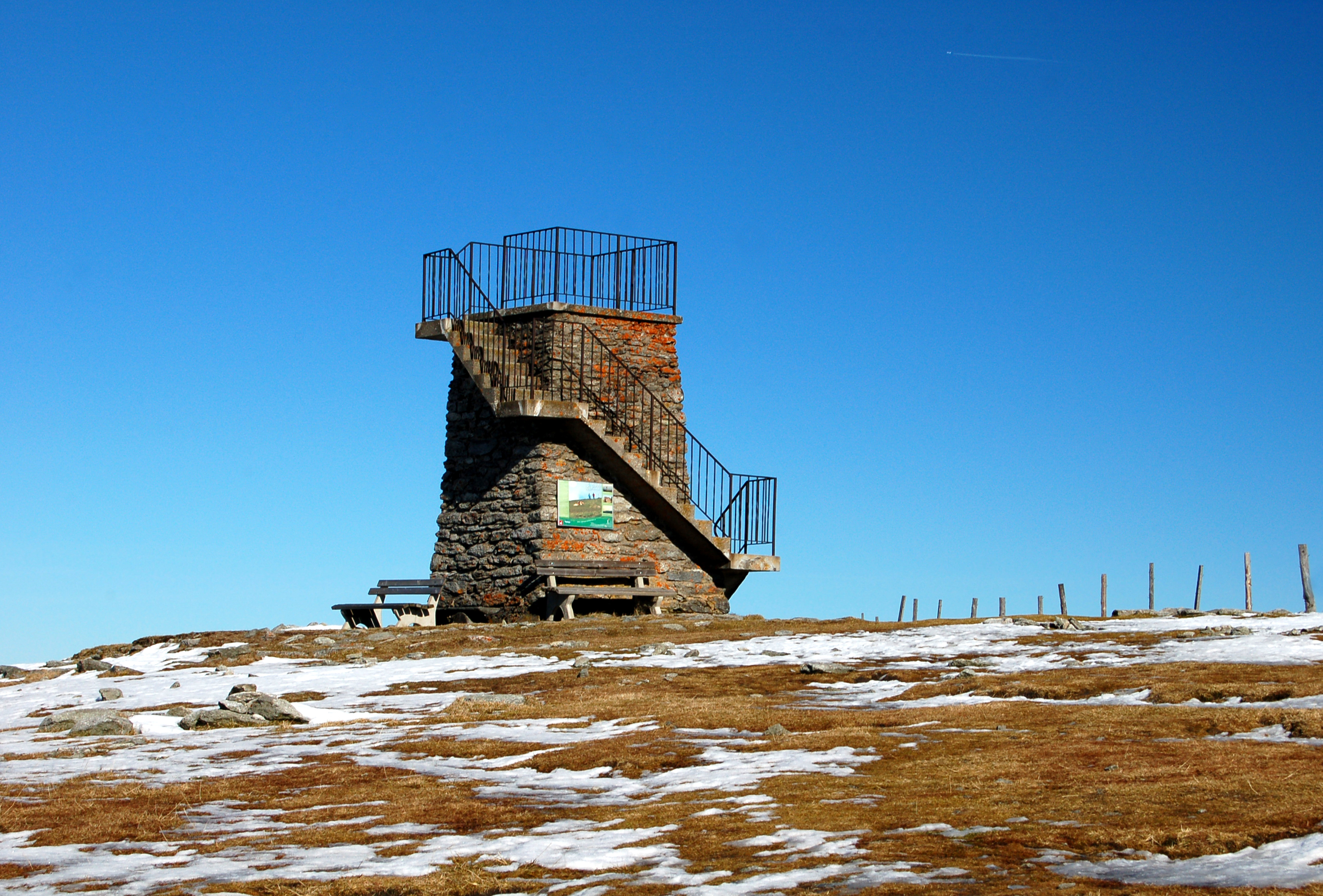
Der Gipfel mit der Peter-Bergner-Warte
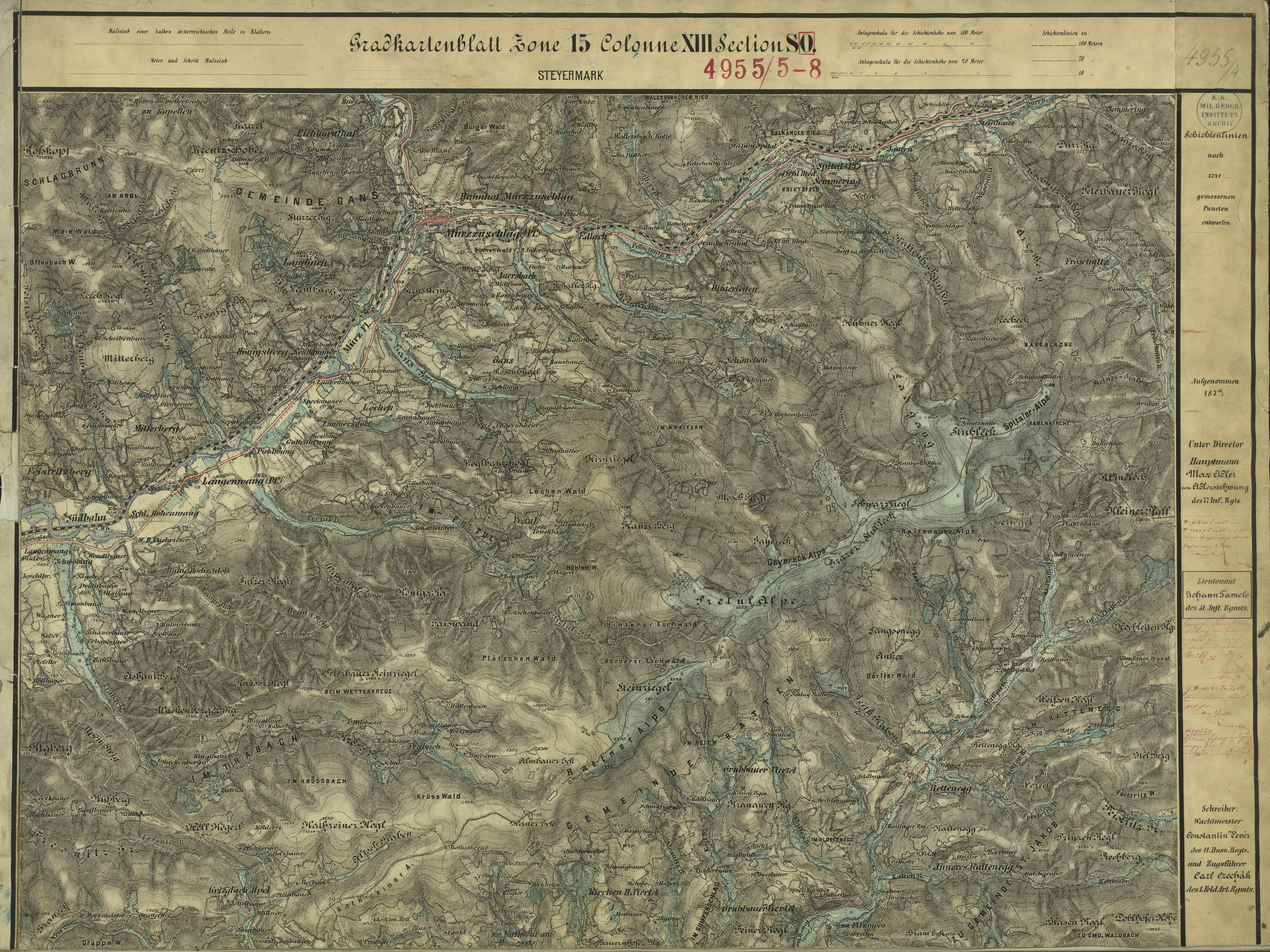
Die Pretul (Mitte links) und ihre Umgebung um das Jahr 1876 (Aufnahmeblatt der Landesaufnahme)